# I'm Afraid of Americans
"I'm Afraid of Americans" é uma canção do músico britânico David Bowie, lançada no álbum Earthling, de 1997. A canção, composta por Bowie e Brian Eno, foi criada durante as sessões em estúdio para o álbum Outside, de 1995, mas não foi lançada até uma mixagem irregular aparecer na trilha sonora do filme Showgirls, e foi subsequentemente refeita para Earthling. A nova versão, lançada como single, chegou à posição n°66 da Billboard Hot 100 e passou 16 semanas na tabela.

## Tema
Bowie descreveu seus sentimentos acerca da canção:
Não é tão hostil com americanos como, por exemplo, "Born in the U.S.A.": é meramente uma ironia. Eu estava viajando por Java quando o primeiro McDonald's [da ilha] foi inaugurado: foi assim, "pelo amor...". A invasão realizada por culturas homogêneas é tão deprimente, a criação de outro Disney World em, digamos, Umbria, na Itália, ainda mais. Isso sufoca a cultura indígena e enfraquece a expressão da vida.

## Faixas[4]
CD
Virgin / 8 38618 2 (EUA)
1. "I'm Afraid of Americans" (V1) – 5:31
2. "I'm Afraid of Americans" (V2) – 5:51
3. "I'm Afraid of Americans" (V3) – 6:18
4. "I'm Afraid of Americans" (V4) – 5:25
5. "I'm Afraid of Americans" (V5) – 5:38
6. "I'm Afraid of Americans" (V6) – 11:18

Vinil de 12 polegadas
Virgin / 7243 8 38618 1 1 Y-38618 (EUA)
Lado A:
1. "I'm Afraid of Americans" (V1) – 5:31
2. "I'm Afraid of Americans" (V2) – 5:51
3. "I'm Afraid of Americans" (V3) – 6:18
4. "I'm Afraid of Americans" (V4) – 5:25

Lado B
1. "I'm Afraid of Americans" (V5) – 5:38
2. "I'm Afraid of Americans" (V6) – 11:18

CD promocional
Virgin / DPRO-12749 (EUA)
1. "I'm Afraid of Americans" (V1 Edit) – 4:30
2. "I'm Afraid of Americans" (Original Edit) – 4:12
3. "I'm Afraid of Americans" (V3) – 6:06
4. "I'm Afraid of Americans" (V1 Clean Edit) – 4:30